# シャトーヌフ＝デュ＝パプ
シャトーヌフ・デュ・パプ（Châteauneuf-du-Pape）は、フランス南東部プロヴァンス＝アルプ＝コート・ダジュール地域圏ヴォクリューズ県のコミューン。

## 気候
地中海性気候で、年間100日以上のミストラルがある。

## 由来
1094年の寄進の文書にCastro Novoの名で初めて記された。現在の地名は1893年からコミューンの公式名称として用いられている。この地で生産される同名のワインの人気をふまえたものであり、またこの地にある古代の石灰窯 Châteauneuf-Calcernier の名にちなんだもの。

## 歴史
アヴィニョンにローマ教皇が住むようになったのはヨハネス22世からである。シャトーヌフ＝デュ＝パプのブドウ畑が開発されるのは彼を介してであった。彼は、ローマ教皇の富を増やすため、アヴィニョンの銀行家とカオールのワイン醸造業者を連れてきた。醸造業者たちは、フィリップ4世がテンプル騎士団を追放後に残された土地を開墾し、ブドウ畑の優れた基盤をつくった。ヨハネス22世はアヴィニョン教皇の第2の住居として、シャトーヌフに要塞を建設した。

## ワイン
AOCシャトーヌフ・デュ・パプは、ローヌ地方南部のワインのなかでは最も歴史があり、かつ最も優れたワインといわれている、わずか（全体の約3%）に白ワインも作られているが、大半は赤である。

## 姉妹都市
- カステル・ガンドルフォ、イタリア
- アウゲン、ドイツ